# ヴァレリウス・デ・サーデレール

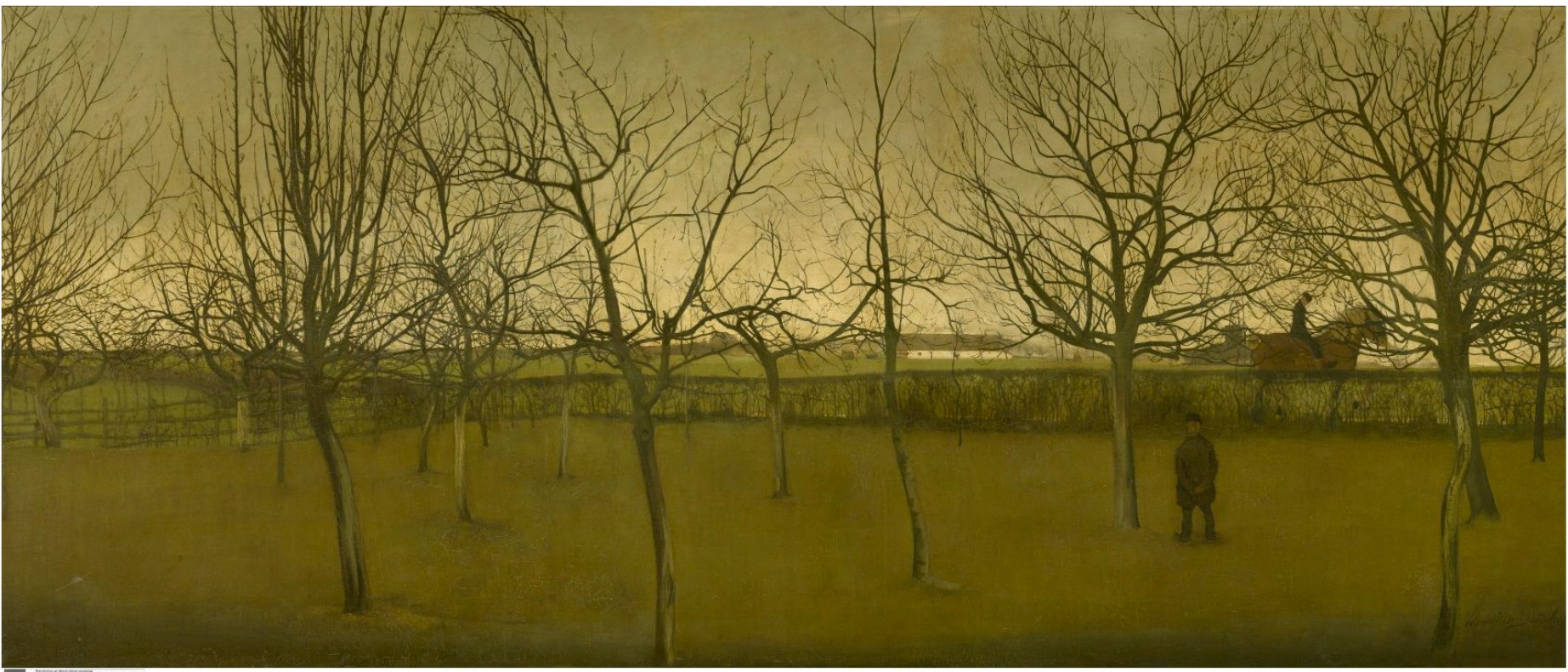
『冬の果樹園』(1907)

ヴァレリウス・デ・サーデレール（Valerius de Saedeleer または Valerius De Saedeleer、1867年8月4日 - 1941年9月16日）はベルギーの画家である。ベルギーのヘントに近いシント＝マルテンス＝ラーテムで活動した「ラーテム派」の画家の一人で風景画を描いた。

## 略歴
オースト＝フランデレン州のアールストの石鹸などをつくる工場の経営者の息子に生まれた。15歳で学校を退学になった後、父親の意向でヘントの織物工場で働き、ヘントの工業学校で織物技術を学んだが、父親には告げずに、ヘントの王立美術学校に入学し、画家のテオ・ファン・レイセルベルヘや彫刻家のジョルジュ・ミンヌらと知り合った。ヘントの美術学校に満足できず、ブリュッセルに移り、風景画家の Franz Courtensのもとで4年間学んだ。当時人気のあった風景画家のエミール・クラウスからも影響を受けた。
1889年に食料品店の経営者の娘と結婚し、妻の持参金で港町のブランケンベルヘで食料品店を始めるが、すぐに商売は失敗した。ウェンドゥイネ(Wenduine)やダンメ、ヘントなどに住んだ後、1892年にアフスネーに住み、アマチュア画家のアルビン・ファン・デン・アベーレと知り合った 。ファン・デン・アベーレはシント＝マルテンス＝ラーテムの町の役人で、画家や芸術家に安い住居を斡旋し、「ラーテム派」の形成に重要な役割を果たした人物である。
1893年の4月から10月までラーテムで暮らし、ラーテムで活動を始めた、ジョルジュ・ミンヌとの交流を再開し、詩人のカレル・ヴァン・デ・ヴスタインと画家のギュスターフ・ヴァン・デ・ヴスタインの兄弟と知り合った。1895年から1898年までリスセウェフェ(Lissewege)に移り、養鶏などの仕事をした。1898年から再び、ラーテムで活動をはじめ、ミンヌとギュスターフ・ヴァン・デ・ヴスタインとともに「ラーテム派」として知られるようになり、「象徴主義」や「神秘主義」の傾向が現れるようになった。
1905年頃にはラーテムにコンスタン・ペルメーク、アルベール・セルヴァース、ギュスターフ・デ・シュメトといった前衛的な画家たちがラーテムで活動するようになった。
デ・サーデレールは1901年の展覧会で高い評価を得たが、まだ絵の売り上げだけでは生活できず養鶏を続けた。1903年にパリの展覧会、1904年にベルリンやミュンヘン、ウィーンの分離派の展覧会やベルギーの展覧会に出展して、画壇やコレクターに注目されるようになった。1907年までにはラーテム派のなかで最も成功した画家となった。
第一次世界大戦がはじまるとイギリスのウェールズに避難し、1920年までウェールズに滞在し、ベルギーへの帰国後はマールケダルやアウデナールデで暮らした。
1924年にベルギー王冠勲章を受勲した。

## 作品

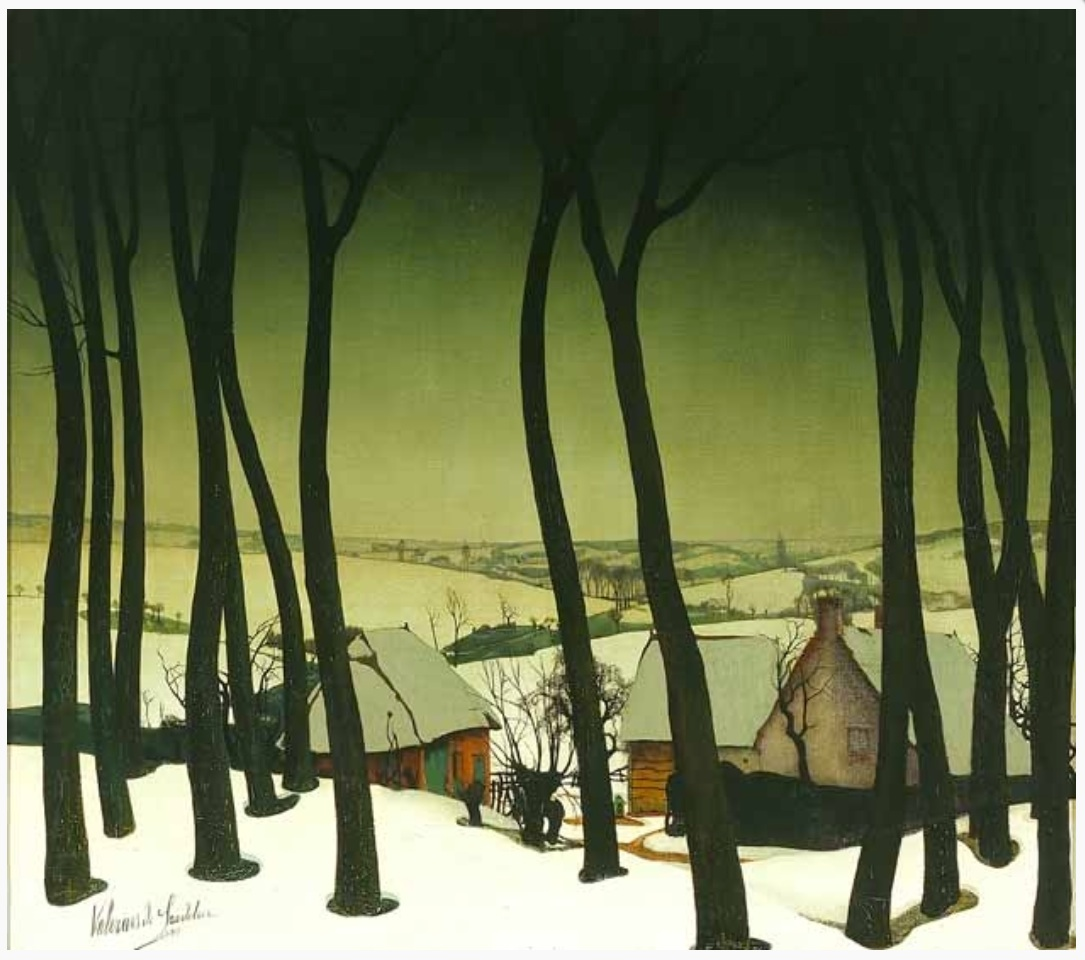
フランドルの冬 (1927)
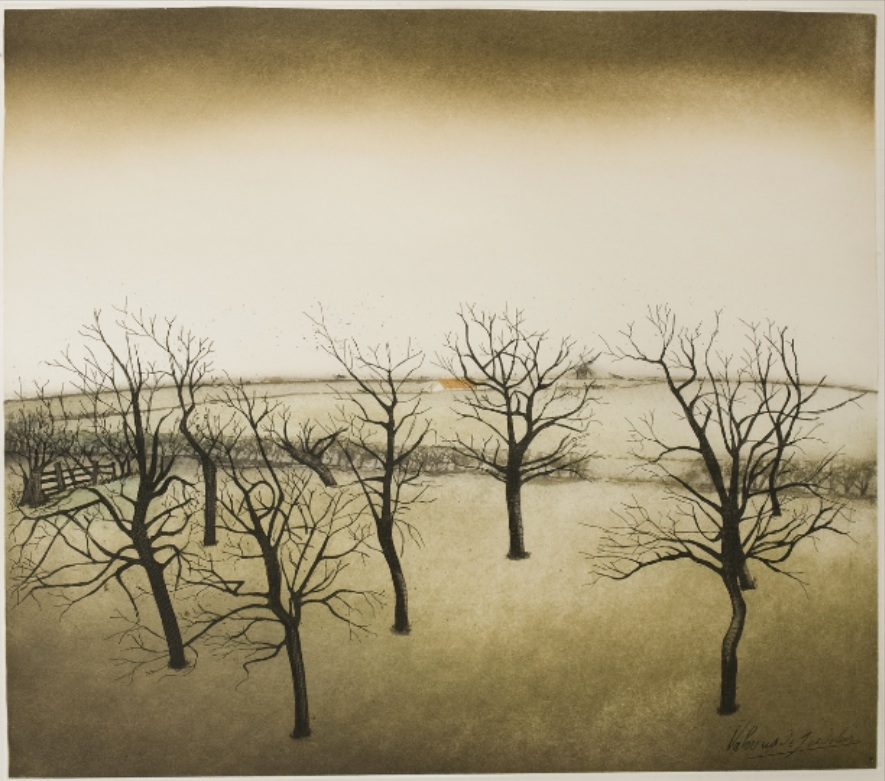
枯れ木のある風景
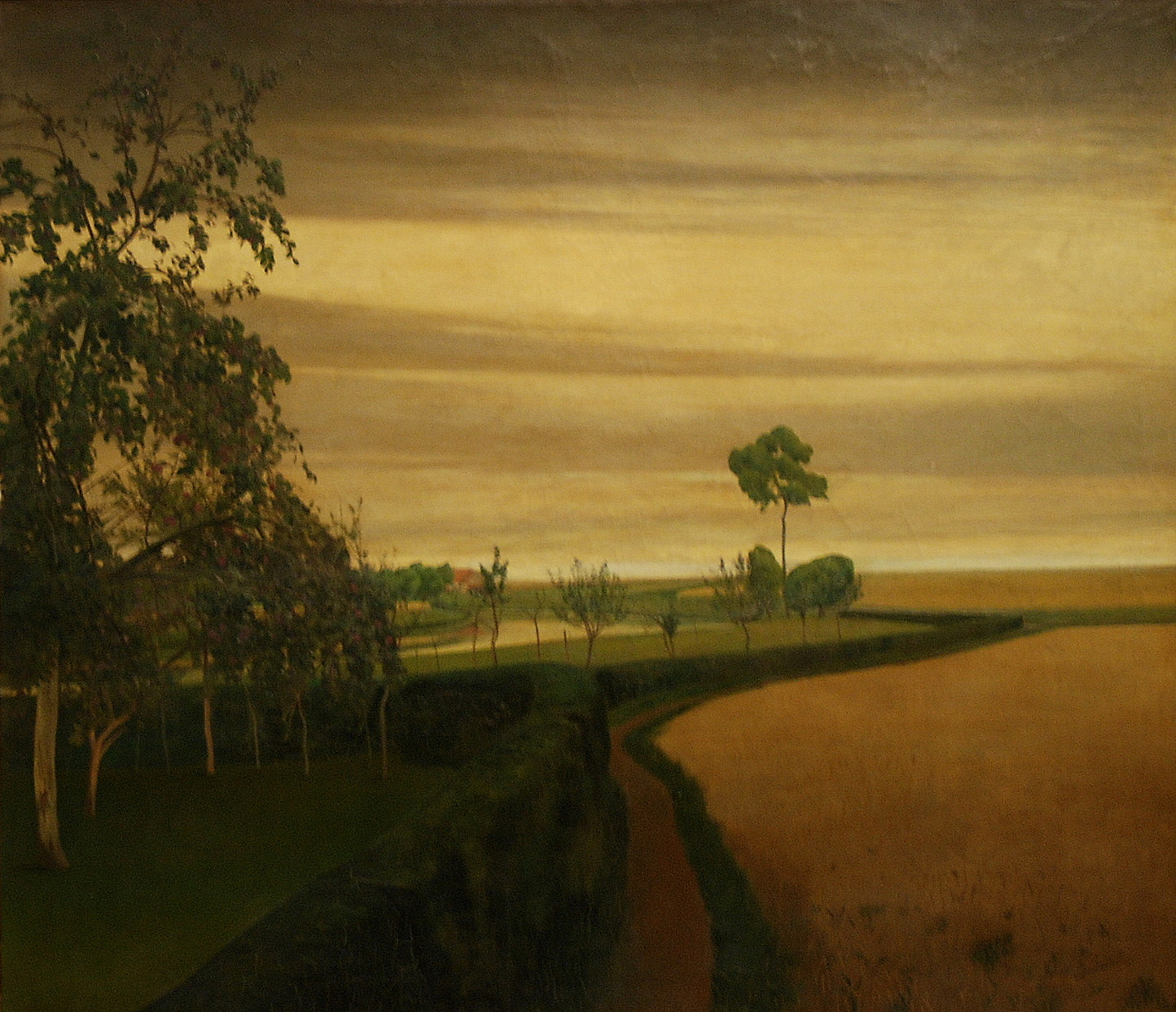
憂鬱な日の日暮れ
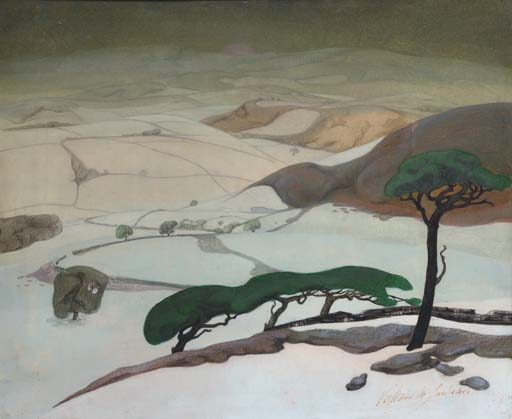

## 関連図書
- F-C.Legrand, Het Symbolisme in België, Brussel 1971, p. 103 (in Dutch)
- P.Boyens, 'Het symbolisme en de schilderkunst in België', Vlaanderen 53 (2004), p. 21 (in Dutch)
- M.Draguet, Het Symbolisme in België, Brussel 2004, p. 305 (in Dutch)